# Уэст, Тарибо
Тари́бо Уэ́ст (англ. Taribo West; 26 марта 1974, Порт-Харкорт, Нигерия) — нигерийский футболист, защитник. Олимпийский чемпион 1996 года. Участник двух чемпионатов мира (1998, 2002).

## Карьера

### Клубная
Запомнился не только своей уверенной игрой, но и необычной прической с фирменными светло-зелеными косичками. Чемпион Франции в составе «Осера». С итальянским «Интернационале» выиграл Кубок УЕФА. Выступал также в Германии, Англии и Катаре. В 2002 году шли переговоры о возможном переходе Уэста в один из российских клубов, но он предпочёл перебраться в Сербию и Черногорию в клуб «Партизан». Закончил футбольную карьеру в 2007 году в Иране.

### В сборной
Один из ключевых игроков сборной Нигерии, ставшей победителем Олимпийского турнира 1996 года. Со сборной Нигерии выступал на Кубках африканских наций, завоевав серебряные медали в 2000 году и бронзовые в 2002 году. Играл на чемпионатах мира 1998 и 2002 годов. На чемпионате мира 1998 года нигерийцы вышли в 1/8 финала, а в 2002 году уже не преодолели групповой этап.
После чемпионата мира 2002 года Тарибо назвал несколько игроков сборной «халтурщиками» за неудовлетворительную игру. Тренировавший ту сборную Фестус Онигбинде в ответ заявил, что Уэст сам сыграл ниже возможностей и саботировал тренерские установки.

## Достижения
- Обладатель Кубка УЕФА (1): 1997/98
- Чемпион Франции (1): 1995/96